# HoloCure
HoloCure（官方副标题译为）是一款由開發者Kay Yu製作的Roguelike STG遊戲，於2022年6月在PC平台發布。這是一款免費的Hololive Production同人遊戲，並以其旗下的虛擬YouTuber（VTuber）和粉絲形象為遊戲角色，風格受到《吸血鬼倖存者》和《Magic Survival》的啟發。最初於2022年在itch.io平台上發布，2023年得到Hololive母公司Cover Corporation的許可後，也在Steam上發布。該遊戲定期更新，並新增角色和內容。

## 遊戲玩法
在HoloCure中，玩家控制的角色必須擊退一波又一波越來越強大的敵人。遊戲採用自上而下的視角，玩家可以朝任何方向移動。玩家角色會自動攻擊附近的敵人，不過玩家可以手動選擇攻擊方向。玩家可以從擊敗的敵人身上收集金錢和經驗值，用來提升等級。玩家每次升級都可以從4種隨機武器、物品或技能中選擇一種來升級角色。同一物品可以選擇多次來升級。某些武器在完全升級後可以組合成更強大的武器，稱為「連動」（collab）。如果玩家滿足某些要求，一些連動物品還可以進一步組合成「超級連動」（super collab）。 若要獲勝，玩家必須存活20分鐘並擊敗每個階段的最終Boss。完成一個階段後，會解鎖難度不斷增加的其他階段，以及其他遊戲模式，例如無盡模式，在該模式下，玩家要盡可能長地存活，以獲得高分。
每個角色都有一個初始武器、特殊招式和3個該角色獨有的被動技能。玩家透過抽卡系統解鎖新角色，但與其他抽卡遊戲不同的是玩家無法課金，遊戲完全免費。取得多個相同角色可以升級該角色的屬性。遊戲中還有一個「粉絲」系統，根據玩家擁有該角色的數量和通關次數，角色可以獲得經驗並提升等級。除了升級單一角色外，玩家還可以購買通用升級，以提高所有角色的屬性。
遊戲還有另一種遊戲模式，名為「Holo House」，是一種農場生活模擬模式。在「Holo House」中，玩家可以捕魚、種植作物、飼養寵物和裝飾房屋。這些活動可以為玩家賺錢，玩家可以把這些錢再投資到自己的房子裡，也可以在主遊戲中消費。玩家在主遊戲中解鎖的角色也會拜訪他們的房子，有時還會幫助他們捕魚和耕種。

## 角色
HoloCure有47個可玩的角色，並會隨著每次改版加入新的角色。
- 森美聲
- 小鳥遊琪亞拉
- 一伊那爾栖
- 噶嗚·古拉
- 華生·艾米莉亞
- 埃莉絲
- 塞萊希·法娜
- 奧羅·克洛尼
- 七詩無銘
- 哈珂斯·貝爾絲
- 九十九佐命（日语：九十九佐命）
- 白上吹雪
- 大神澪
- 貓又小粥
- 戌神沁音
- 時乃空
- 蘿蔔子
- 星街彗星
- 櫻巫女
- AZKi
- 亞綺·羅森塔爾
- 赤井心
- 夏色祭
- 夜空梅露
- 湊阿庫婭
- 紫咲詩音
- 百鬼綾目
- 癒月巧可
- 大空昴
- 兔田佩克拉
- 不知火芙蕾雅
- 白銀諾艾爾
- 寶鐘瑪琳
- 天音彼方
- 桐生可可
- 角卷綿芽
- 常闇永遠
- 姬森璐娜
- 阿芸達·栗絲（日语：アユンダ・リス）
- 暮娜·惑星諾瓦
- 艾拉妮·伊歐菲芙婷（日语：アイラニ・イオフィフティーン）
- 克蕾西·奧莉
- 阿妮婭·梅爾菲莎
- 帕沃莉亞·蕾內
- 維斯提亞·澤塔
- 卡埃拉·科瓦爾斯基亞
- 可波·卡娜埃露

## 開發
在開發HoloCure之前，Kay Yu曾擔任《熱血硬派國夫君外傳 熱血少女》的首席動畫師和多部電視動畫的動畫師。HoloCure最初於2022年在itch.io上推出，第一天就被下載了5萬次。這超出開發人員的預期，迫使他們因伺服器過載而暫時關閉遊戲的線上排行榜。2023年，Kay Yu獲得hololive母公司Cover Corporation的許可，在Steam上以非商業粉絲遊戲的形式發布HoloCure。之前下載過itch.io版本的玩家可以將保存檔案轉移到Steam版本。
根據Kay Yu估計，HoloCure的75%內容都是他自己開發的，翻譯和額外的美術工作是請外人幫忙完成。Kay Yu表示他對Holocure的營利化不感興趣，他作為動畫師的收入足以支付遊戲的低開發成本。他接著說：「只要我能繼續舒適地生活下去，有時間製作這款遊戲，而且人們喜歡這款遊戲，這對我來說就足夠了。」

## 發行
HoloCure的第一個公開版本於2022年6月23日在itch.io上發布。其中包括hololive當時的全部11個英語VTuber。第一次重大更新於2022年9月9日發布，增加來自hololive零期生和hololive Gamers的日本VTuber。2023年2月發布第二次大更新，增加來自日本hololive一期生和二期生的成員。2023年8月16日，遊戲在Steam上發布，同時增加hololive Indonesia的全部9名成員。2024年11月15日，遊戲增加日本hololive三期生和四期生成員。

## 評價
GamesRadar+的奧斯汀·伍德（Austin Wood）將HoloCure描述為「《吸血鬼倖存者》的最佳模仿者」，他評論說："你是否喜歡hololive或VTubers 根本不重要；這只是一款真正偉大的動作遊戲，它可以與啟發它的熱門遊戲一較高下。」。伍德並指出這款遊戲獲得了觀眾的「好評」，用戶好評率高達99%，在Steam上發佈時同時有45,000名玩家。Rock, Paper, Shotgun的艾德·索恩（Ed Thorn）在討論HoloCure時說：「它的優秀讓我大吃一驚。」他還將HoloCure與《吸血鬼倖存者》進行比較，指出：「HoloCure在實現力量幻想方面的速度要慢得多，而且它的許多選單和投資組合之間的相互作用可能會讓一些人感到有些吃不消。」

### 榮譽
| 年份 | 獎項       | 分類         | 結果 | 來源   |
| ---- | ---------- | ------------ | ---- | ------ |
| 2023 | Vtuber大獎 | 年度直播遊戲 | 提名 | [ 15 ] |

## 外部連接
- itch.io上的Holocure （页面存档备份，存于）